# Livramento
Livramento là một đô thị thuộc bang Paraíba, Brasil. Đô thị này có diện tích 300 km², dân số năm 2007 là 7609 người, mật độ 26,1 người/km².